# George Eyser
George Louis Eyser (* 31. August 1870 in Kiel; † 6. März 1919 in Denver, Colorado) war ein US-amerikanischer Turner und dreifacher Olympiasieger. Im Alter von 14 Jahren kam er aus Deutschland in die Vereinigten Staaten. Der Deutschamerikaner erhielt 1894 die Staatsbürgerschaft der Vereinigten Staaten.
Bei den Olympischen Sommerspielen 1904 in St. Louis war Eyser mit drei Gold-, zwei Silber- und einer Bronzemedaille der dritterfolgreichste Sportler dieser Spiele. Er gewann die Einzelwettbewerbe am Barren, im Tauhangeln und im Sprung zusammen mit seinem Landsmann Anton Heida. Die Silbermedaille erkämpfte er sich im Einzelmehrkampf (4 Disziplinen) und im Pauschenpferd. Am Reck holte er schließlich noch Bronze. Mit dem Concordia Turnverein aus St. Louis kam Eyser im Mannschaftsmehrkampf auf den 4. Platz. Dies ist umso bemerkenswerter, da er mit einer Beinprothese antrat. Ein paar Jahre zuvor hatte er bei einem Zugunglück das linke Bein verloren.
Eyser war der erste Athlet, der nach einer Beinamputation an Olympischen Spielen teilnahm.